# Bruchus nambiraensis
Bruchus nambiraensis is een keversoort uit de familie bladkevers (Chrysomelidae). De wetenschappelijke naam van de soort werd in 1960 gepubliceerd door Decelle.